# Буда (Берзунци)
Буда (рум. Buda) насеље је у Румунији у округу Бакау у општини Берзунци. Oпштина се налази на надморској висини од 446 m.

## Становништво
Према подацима из 2002. године у насељу је живело 563 становника, од којих су сви румунске националности.